# Ministeri de Cultura de Lituània

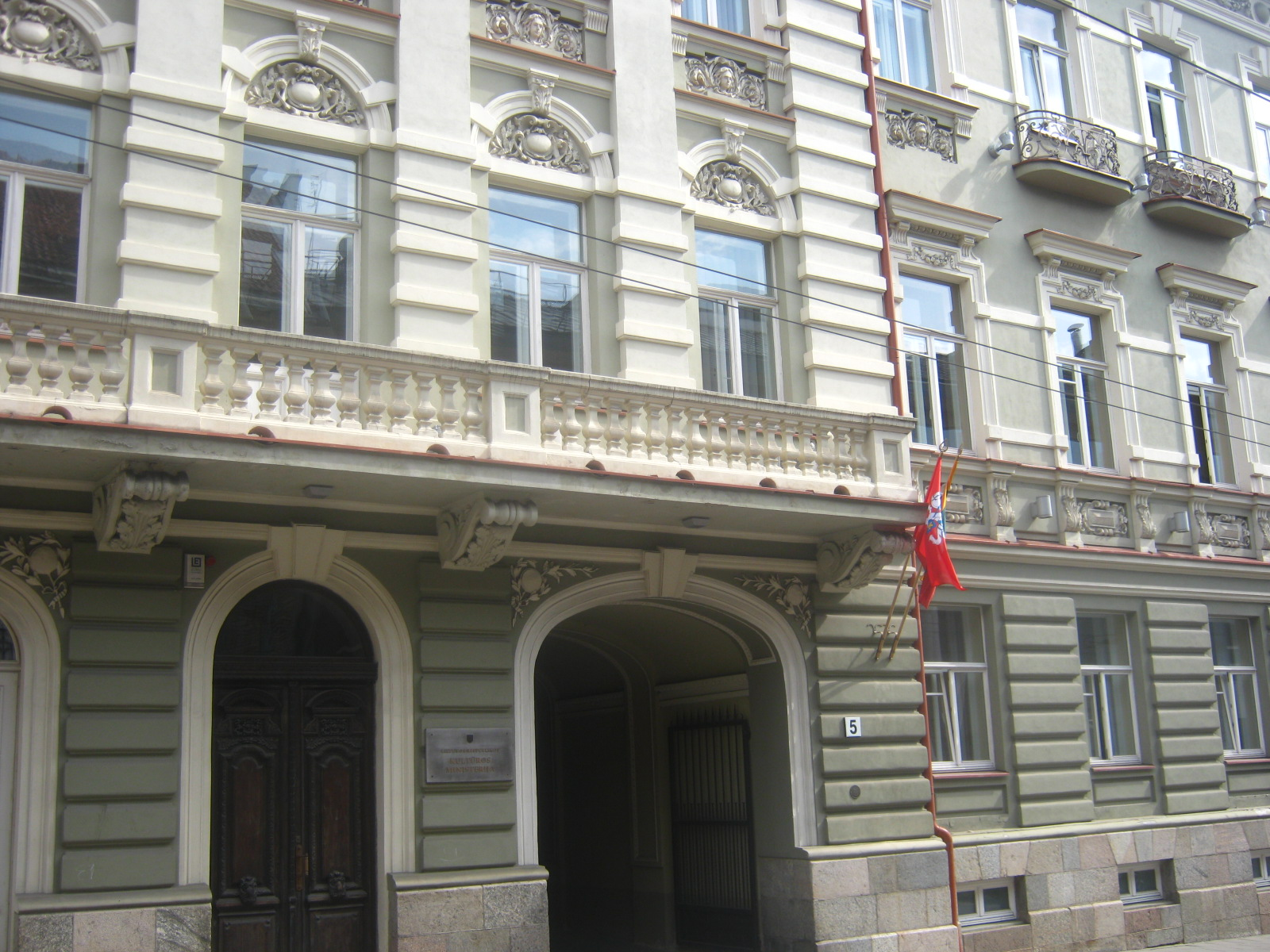
Seu del Ministeri de Cultura de Lituània a Vílnius.

El Ministeri de Cultura de Lituània (en lituà: Lietuvos Respublikos kultūros ministerija) és un organisme governamental de la República de Lituània amb sede a Vílnius.
La seva missió és formular i aplicar polítiques culturals de l'Estat per a l'art professional i amateur, teatre, música, arts plàstiques, cinema, museus, biblioteques i publicacions escrites, protegir els interessos i drets d'autor, i per protegir els valors culturals.
El Ministeri atorga el Premi Nacional de Lituània per als èxits assolits en les arts i la cultura, i el Premi Martynas Mažvydas per a la recerca acadèmica.

## Funcions
El Ministeri de Cultura porta a terme les següents funcions en el marc de la legislació de Lituània: 
- Redacció de la legislació relativa a les activitats culturals;
- Redacció conceptes i programes que donen suport el desenvolupament de diverses formes d'art, i la coordinació de la seva execució;
- L'assignació de fons als museus, biblioteques i organitzacions que recolzen les arts musicals i el rendiment visual
- Activitats a favor dels drets d'autor i drets connexos de coordinació;
- Coordinació de la política estatal d'informació pública;
- Assegurament de la comptabilitat de, i protecció dels valors culturals;
- Desenvolupament i implementació de programes culturals internacionals i la redacció d'acords internacionals relatius a aquests programes;
- Inici de les estratègies regionals de desenvolupament cultural.